# 샤크네이도 스톰
《샤크네이도 스톰》(영어: Sharknado 3: Oh Hell No!)은 미국에서 제작된 앤서니 C. 퍼란테이 감독의 2015년 SF 액션 코미디 텔레비전 영화이다. 아이언 지어링, 태라 리드, 캐시 스커보, 마크 맥그래스, 데이비드 해슬호프, 보 데릭 등이 출연하였다. 알려진 다른 제목은 샤크네이도 3이다. 전편 《샤크스톰2: 샤크네이도》(2014)와 마찬가지로 각계 유명 인사들이 작은 역할로 얼굴을 비췄다.
속편 《허리케인 샤크네이도》(2016)로 이어진다.

## 줄거리
두 전편(1, 2)에서 보인 활약 덕분에 핀은 백악관에서 대통령 자유 훈장 수여식을 갖는다. 그러나 워싱턴 D.C.에 열대 저기압이 접근하면서 상어떼가 실린 토네이도인 샤크네이도가 또다시 형성되고 뉴욕 시장, 대통령 비서실장, 비밀경호국 요원들이 사망한다. 핀은 대통령과 함께 상어들을 물리치고 샤크네이도를 소멸시킨다.
핀은 임신한 아내 에이프릴, 딸 클로디아, 장모 메이가 있는 플로리다주 유니버설 올랜도 리조트로 향하던 중 안개화된 샤크네이도(fognado)에 대항하고 있는 전 직원 노바와 동료 루커스를 발견한다. 이들은 곧 샤크네이도 장벽이 형성되어 동해안 전체를 괴멸시킬 것을 예측한다. 핀, 노바는 찰스턴 공군 기지에서 전투기를 타고, 루커스는 본인을 희생하여 샤크네이도 하나를 해체시킨다. 올랜도에 도착한 핀은 가족들을 확보한다.
핀은 사이가 소원한 나사 출신 아버지 길에게 도움을 청한다. 이들은 케이프커내버럴 인근 나사 기지에서 우주왕복선을 타고 날아가 로켓 연료로 샤크네이도를 날려버리기로 하고, 에이프릴도 이 작전에 따라나선다. 노바가 전투기로 샤크네이도 장벽을 뚫어 대기 진입 경로를 만들면서 우주왕복선은 무사히 발사된다.
이들은 외부 연료 탱크를 지구로 떨어뜨려 폭발시키지만 샤크네이도 규모가 워낙 커 분산에 실패한다. 길은 대안책으로 로널드 레이건 시절 구축된 전략방위구상 위성 레이저 무기를 쏴서 샤크네이도를 파괴한다. 하지만 남은 연료량이 세 사람 모두를 지구에 귀환시키기에 충분치 않자 홀로 우주에 낙오되는 선택을 한다.
곧 레이저 빔의 영향으로 우주로 날아온 상어들이 우주왕복선을 공격한다. 핀과 에이프릴을 삼킨 상어들은 대기에 진입해 불타오르며 지상으로 떨어진다. 상어 밖으로 나온 핀과 에이프릴은 무탈한 모습으로 나타난다. 심지어 에이프릴은 상어 안에 갇혀 추락하는 와중에 아기를 출산한 것으로 밝혀진다.

## 출연

### 주연
- 아이언 지어링 - 핀 셰퍼드 역
- 캐시 스커보 - 노바 클라크, 전 직원 역
- 보 데릭 - 메이 웩슬러, 장모 역
- 마크 맥그래스 - 마틴 브로디, 매부 역
- 프랭키 뮤니즈 - 루커스 스티븐스 역
- 라이언 뉴먼 - 클로디아, 딸 역
- 마크 큐번 - 마커스 로빈스 대통령 역
- 잭 그리포 - 빌리 역
- 데이비드 해슬호프 - 길버트 "길" 그레이슨 셰퍼드, 아버지 역
- 태라 리드 - 에이프릴 웩슬러, 아내 역

### 조연
| - 마이클 윈즐로 - 니요 - 크리스 제리코 - 앤 콜터 - 크리스토퍼 저지 - 그랜트 이마하라 - 루 퍼리그노 - 로렌조 라마스 - 킴 리처즈 - 빌 잉볼 - 크리스토퍼 램버트 - 신디 마골리스 - 켈리타 스미스 - 마리아 머누노스 - 켈티 나이트 - 앤서니 위너 - 팀 러스 - 마리스 | - 릭 폭스 - 제리 스프링어 - 레이 J - 제너비브 모턴 - 펜 & 텔러 - 켄드라 윌킨슨 - 홀리 매디슨 - 조시 바넷 - 미셸 바크먼 - 조지 R. R. 마틴 - 앨 로커 - 내털리 모랄레스 - 서배너 거스리 - 알렉시스 오해니언 - 재러드 포글 - 채드 존슨 - 제드워드 |  |